# Looking Glass Studios
Looking Glass Studios (раньше Blue Sky Productions и Looking Glass Technologies) — производитель компьютерных игр, просуществовавший с 1990 по 2000 год. Компания знаменита по играм серии Thief и System Shock.
Компания была образована в 1990 году в результате слияния компаний Blue Sky Productions и Lerner Research. В 1997 году компания была объединена с Intermetrics, Inc. (в результате слияния образовалась компания Intermetrics Entertainment Software, LLC), однако в 1999 году Looking Glass Studios была выделена в отдельную компанию. 24 мая 2000 года из-за финансовых трудностей своего основного издателя, Eidos Interactive, компания была закрыта.
Первоначально штаб-квартира Looking Glass базировалась в Лексингтоне (Массачусетс), затем она переехала в Кембридж.

## Список продуктов
- Chuck Yeager's Advanced Flight Trainer (Lerner Research, 1987)
- F-22 Interceptor, порт для Sega Mega Drive/Genesis (Lerner Research, 1991)
- Car and Driver (Lerner Research, 1992)
- Ultima Underworld: The Stygian Abyss (1992)
- John Madden Football '93, порт для Sega Mega Drive/Genesis (1992)
- Ultima Underworld II: Labyrinth of Worlds (1993)
- System Shock (1994)
- Flight Unlimited (1995)
- Terra Nova: Strike Force Centauri (1996)
- British Open Championship Golf (1997)
- Flight Unlimited II (1997)
- Thief: The Dark Project (1998)
- Thief Gold (1999)
- Command & Conquer, порт для Nintendo 64 (1999)
- System Shock 2 (1999) (совместно с Irrational Games)
- Flight Unlimited III (1999)
- Destruction Derby 64 для Nintendo 64 (1999)
- Thief II: The Metal Age (2000)
- Deep Cover (совместно с Irrational Games, отменена)[1]
- Mini Racers для Nintendo 64 (не выпущена)
- Thief II: Gold (отменена)
- Flight Combat: Thunder Over Europe (разработка не завершена)
- Star Trek: Voyager (отменена)[2]
- Junction Point (отменена)[3]
- Thief III (разработка не завершена, передана издателем другому разработчику)